# Flexopteron
Flexopteron is een geslacht van weekdieren uit de klasse van de Gastropoda (slakken).

## Soorten
- Flexopteron akainakares Houart & Héros, 2015
- Flexopteron oliverai (Kosuge, 1984)
- Flexopteron philippinensis Shuto, 1969 †
- Flexopteron poppei (Houart, 1993)
- Flexopteron primanova (Houart, 1985)